# Sahagún (kommunhuvudort)
Sahagún är en kommunhuvudort i Spanien.   Den ligger i provinsen Provincia de León och regionen Kastilien och Leon, i den norra delen av landet, 240 km nordväst om huvudstaden Madrid. Sahagún ligger 828 meter över havet och antalet invånare är 2 846.
Terrängen runt Sahagún är platt. Runt Sahagún är det mycket glesbefolkat, med 2 invånare per kvadratkilometer. Sahagún är det största samhället i trakten. Trakten runt Sahagún består till största delen av jordbruksmark.